# Georges Fournier (jesuita)

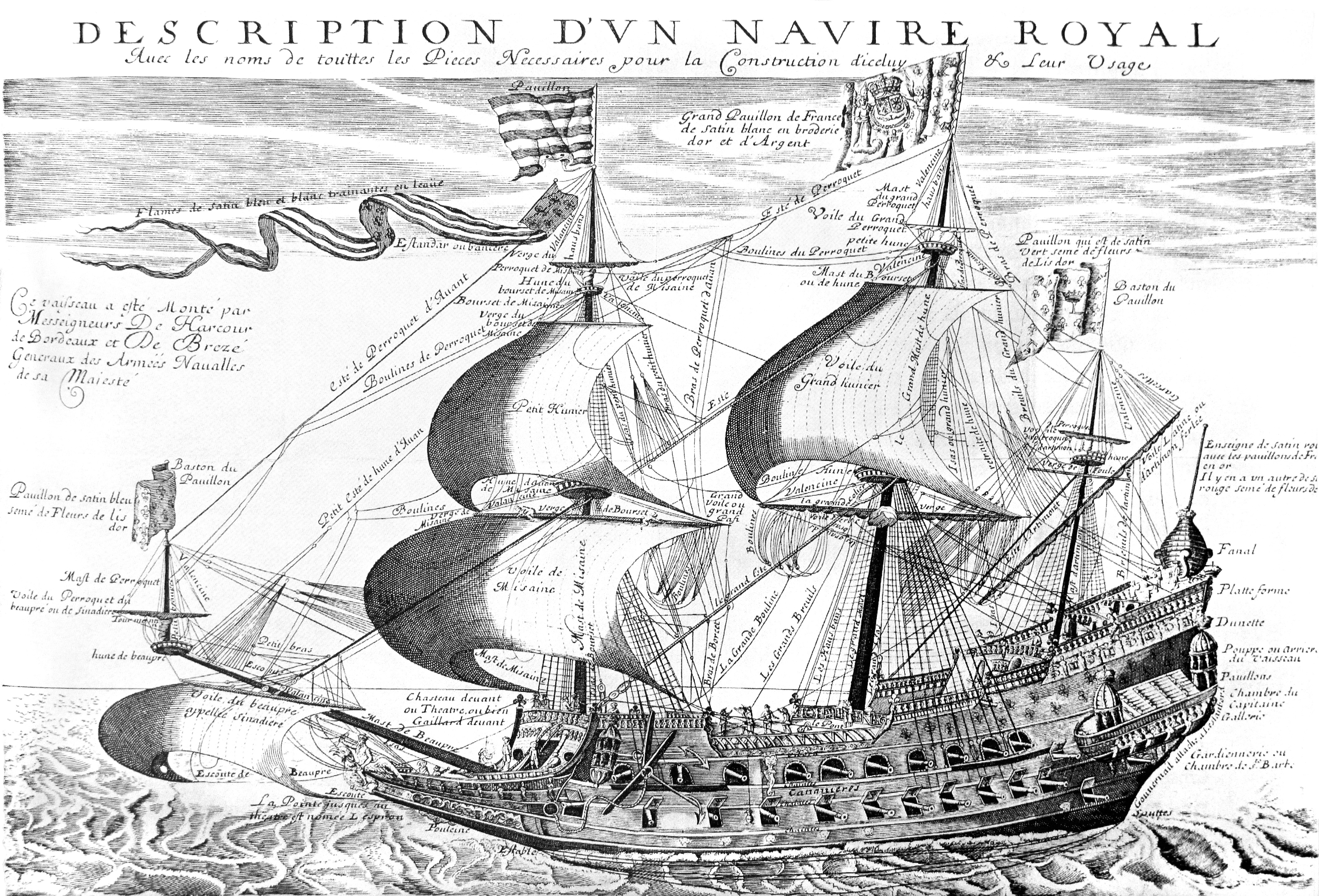
El Couronne. Frontispicio de Hydrographie por Georges Fournier, 1643.

Georges Fournier (también conocido como George Furner o por su versión latinizada, Furnerius) (31 de agosto de 1595-13 de abril de 1652) fue un sacerdote jesuita francés, geógrafo y matemático.

## Biografía
Fournier sirvió como capellán militar naval en un barco oceánico, y adquirió un gran conocimiento sobre asuntos técnicos navales.
En 1642, publicó el tratado titulado Hydrographie, en el que intentaba proporcionar un fundamento científico al diseño de barcos. En aquella época, la construcción de buques como el Couronne o el HMS Sovereing of the Seas era el resultado de sucesivos ensayos empíricos de prueba y error.
También fue el autor de un Tratado de fortificaciones o arquitectura militar, dibujado con las más estimables plazas fuertes de nuestro tiempo, para fortificaciones, cuya edición original fue publicada en París en 1648 por Jean Hénault en el Salle Dauphine de l'ange gardien. Otra edición fue publicada en 1668 en Mayence por Louis Bourgeat.
Georges Fournier fue profesor de René Descartes.

## Eponimia
- El cráter lunar Furnerius lleva este nombre en su memria.[6]

(NOTA: la web de la UAI hace referencia de forma algo confusa a Georges Fournier con el nombre de "George Furner" en relación con el cráter Furnerius.)